# Nonabina
Nonabina (BRL-4664) é uma droga experimental que é um análogo sintético do THC. Foi estudado na década de 1980 para a prevenção de náuseas e vômitos associados à quimioterapia, mas nunca foi comercializado. Tem fortes efeitos antieméticos, que são equivalentes aos da clorpromazina, e também produz alguns efeitos sedativos leves, juntamente com boca seca e alterações na eletroencefalografia típicas de agonistas canabinoides, mas com mudanças mínimas no humor e na percepção, sugerindo que o potencial de abuso provavelmente é baixo.